# 拉戈島 (古巴)

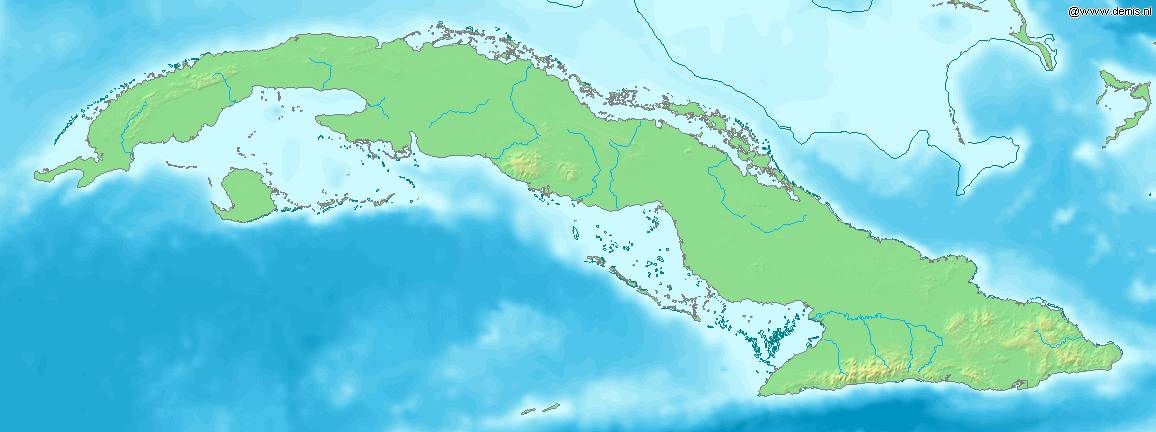

拉戈島是古巴的島嶼，位於加勒比海，屬於卡納雷奧斯群島的一部分，由青年島特區負責管轄，距離首府新赫羅納135公里，長25公里、寬3公里，面積37.5平方公里。

## 外部連結
- CayoLargo.net （页面存档备份，存于） （英文） （法文）
- Cayo-Largo.net
- Cayo Largo del Sur

21°38′N 81°28′W / 21.633°N 81.467°W